# Rhètes (groupe ethnique)
Les Rhètes sont l'ensemble des peuples de langue rhéto-romane. Ce groupe comprend (y compris diaspora) les Frioulans (env. 1 500 000), les Ladins (30 à 50 000 individus) et les Romanches (env. 35 000).

## Origine du nom
Les Rhètes tirent leur nom des populations de la Rhétie, région ancienne correspondant à l'est de la Suisse, au Tyrol autrichien et quelques vallées alpines du nord de l'Italie. Tibère et Drusus la soumirent pour Rome en 15 av. J.-C. et elle devint la province de Rhétie-Vindélicie.
On y parle encore des langues du groupe rhéto-roman, qui comprend le romanche, 4e langue officielle de la Suisse, le ladin et le frioulan.

## Répartition
- Allemand
- Romanche
- Italien

- Allemand
- Romanche
- Italien

- Allemand
- Romanche
- Italien

Les Rhètes habitent certaines vallées alpines d'Italie du Nord (Frioul; Dolomites) et de Suisse (Grisons).
L'espace qu'ils occupent était nettement plus important au XIXe siècle car il comprenait tous les territoires de l'ancienne Rhétie mais peu à peu une partie des habitants s'est soit italianisée (notamment les Ossolans) soit germanisée (la majorité des anciennes régions romanchophones est devenue germanophone).

## Liens